# Pseudima frutescens
Pseudima frutescens là một loài thực vật có hoa trong họ Bồ hòn. Loài này được (Aubl.) Radlk. miêu tả khoa học đầu tiên năm 1878.